# ラリー・クラーク
ラリー・クラーク(Larry Clark)ことローレンス・ドナルド・クラーク（Lawrence Donald Clark, 1943年1月19日 - ）は、アメリカ合衆国の映画監督、写真家。

## 人物
オクラホマ州タルサ生まれ。
幼いころから写真術を学んでいた。母親は赤ちゃん専門の写真家で、13歳のころから家業を手伝うようになった 。
14-6歳頃、クラークは友人と共にアンフェタミンを打つようになった。
いつもカメラを携えながら、1963年から1971年までクラークは自分がドラッグを打つ写真を "exposing the reality of American suburban life at the fringe and for shattering long-held mythical conventions that drugs and violence were an experience solely indicative of the urban landscape."という皮肉を添えて撮影するようになった。
また、このころから薬物乱用や未成年のセックス、暴力、パンクやスケートボードと言ったサブカルチャーの一片などに触れてきた。
写真集『タルサ』と『ティーンネージラスト』の期間中、銃の不法所持と傷害罪で逮捕され5年間収容される。
『タルサ』は、マーティン・スコセッシ監督の『タクシードライバー』、ガス・ヴァン・サント監督の『ドラッグストア・カウボーイ』に影響を与えたと言われている。
95年に親交があった映画マニアのスケボー青年、ハーモニー・コリンが19歳の時に書き上げた脚本を映画化。『KIDS/キッズ』として公開され、映画監督としてデビューする。

## 監督作品
- KIDS/キッズ Kids (1995)
- アナザー・デイ・イン・パラダイス Another Day in Paradise (1998)
- BULLY ブリー Bully (2001)
- 獣人繁殖 Teenage Caveman (2002)
- ケン・パーク Ken Park (2002)
- ワサップ! Wassup Rockers (2006)
- Destricted (2006,オムニバスのポルノ映画)
- Marfa Girl (2012)
- Smell of us (2014,フランス映画)

## 写真集
- タルサ Tulsa(1971)
- ティーンエイジ・ラストTeenage Lust （1983）
- パーフェクト・チャイルドフッドThe Perfect Childhood （1993）